# 西班牙人权
西班牙自1978年举行宪法公投后，新政府废除了前极权政体的部分法律，该国的人权状况明显改善，包括工会运动、示威游行和罢工均得到合法化。在西班牙内战后到佛朗哥垮台前之前西班牙是西欧人权最差的国家。佛朗哥统治下的西班牙的人权状况常常和北朝鲜及纳粹德国进行类比。

## 佛朗哥治下的西班牙
1939年4月1日，佛朗哥取得了西班牙内战的最后胜利，建立起了法西斯国家西班牙国。尽管二战时期西班牙为中立国，但是当局默许纳粹德国在西班牙境内执法。与此同时，佛朗哥政权将大量持不同政见者移送至纳粹德国，其中有3,600人死在了纳粹集中营。